# Xinyi (Taipeh)

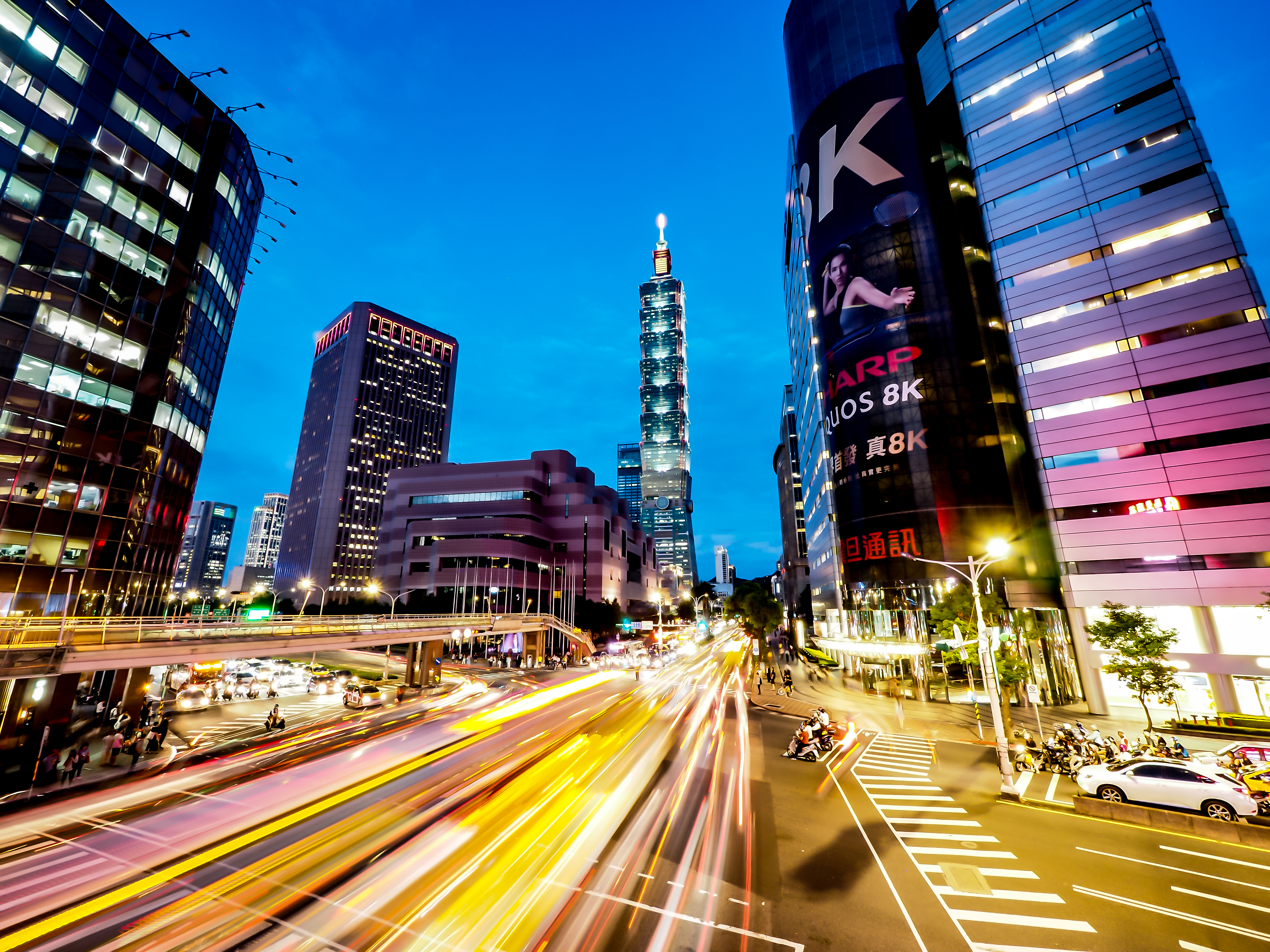
Skyline von Xinyi

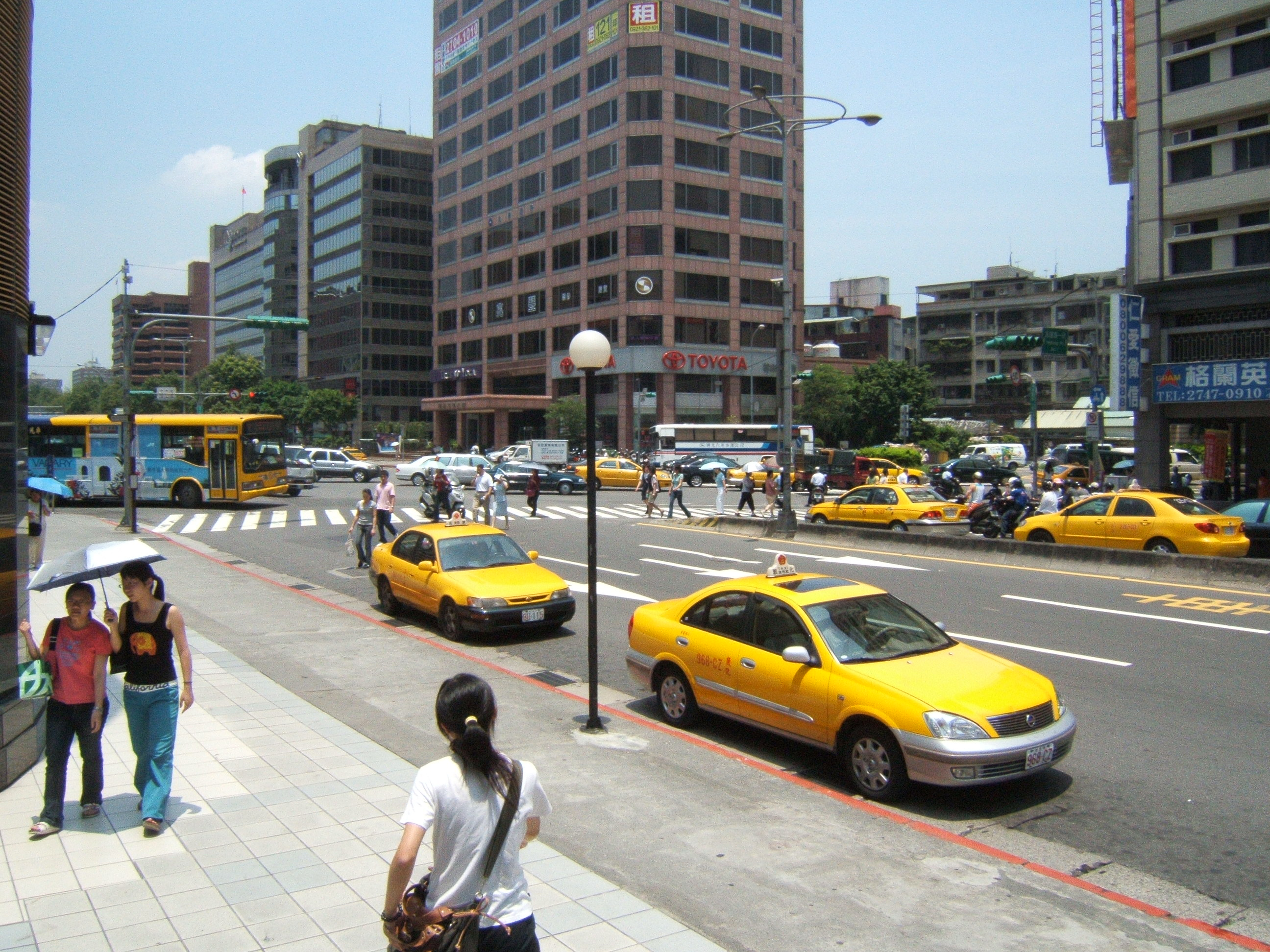
Straßenszene in Xinyi

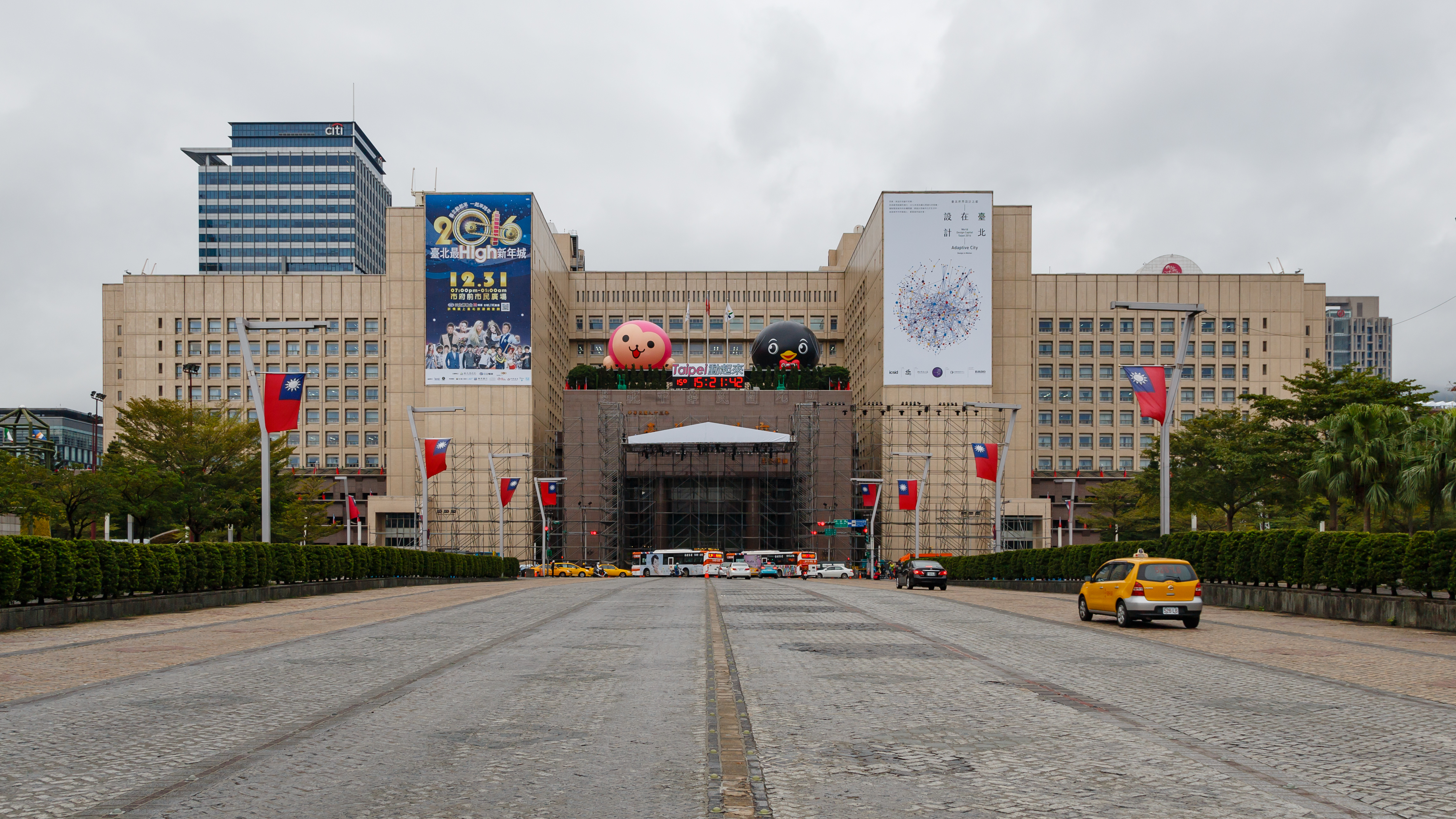
Stadthalle von Taipeh

Xinyi (chinesisch 信義區, Pinyin Xìnyì Qū) ist ein Stadtteil im Zentrum Taipehs. Er hat ungefähr 227.000 Einwohner auf einer Fläche von 11 km².
In Xinyi befinden sich das Rathaus der Stadt Taipeh sowie das Taipei 101, das Taipei World Trade Center, die Sun-Yat-sen-Gedächtnishalle und weitere Gebäude. Dadurch ist Xinyi ein Zentrum für Politik und Wirtschaft.

## Geschichte
Xinyi gehörte ursprünglich zum Stadtteil Songshan, der 1920 gegründet wurde. In dem heutigen Gebiet von Xinyi lagen unter anderem die Weiler Zhongpo, Wufenpu, Sanzhangli und Xingya. 1938 wurde das Dorf Songshan in die Stadt Taipeh eingemeindet. Da Ende der 80er Jahre der Stadtteil Songshan mit über 450.000 Einwohner bereits ein Fünftel der Einwohner Taipehs beherbergte, wurde Xinyi 1990 aus der südlichen Hälfte des Stadtteils herausgelöst.

## Verkehr

### Bahnverkehr
Xinyi lässt sich mit der Metro Taipeh auf der blauen Nangang-Linie, der roten Xinyi-Linie und der braunen Wenshan-Linie erreichen. 
- Blaue Linie: Yongchun, Taipei City Hall, Sun Yat-sen Memorial Hall
- Braune Linie: Liuzhangli, Linguang
- Rote Linie: Taipei 101/World Trade Center, Xiangshan.

Der Bahnhof Songshan der taiwanischen Eisenbahn befindet sich an der Grenze zwischen Xinyi und dem Nachbarbezirk Songshan.

### Straßenverkehr
Die Provinzstraße PH 5 von Taipeh nach Keelung läuft durch Xinyi als Zhongxiao East Rd., Abschnitt 4 und 5.
In der Nähe des Rathauses von Taipeh befindet sich die Taipei City Hall Bus Station, von der Fernverkehrsbusse verkehren.

## Sehenswürdigkeiten
- Taipei 101
- Sun-Yat-sen-Gedächtnishalle
- Xiangshan (eine Bergkette)
- Taipei Railway Workshop
- Eine alte Tabakfabrik aus japanischer Kolonialzeit
- Hexing Mine und Dexing Mine (historische Kohleminen aus der japanischen Kolonialzeit)